# Плац
Плацът (на немски: Platz, на френски: place – място, площад, бойно поле) е военен площад на територията на град (бивша крепост) или парадна площадка във военно поделение. Представлява голяма равна площ с твърда настилка (асфалт, бетон или бетонни плочи).
Придвижването по плаца става чрез бягане или маршова стъпка.

## Предназначение
Плацът на територията на градовете, където е имало парадни площадки, е служил за паради, прегледи, развод на пазачите и др.
Плацът във военния лагер служи като място за провеждане на следните събития:
- Провеждане на военен преглед (проверка на бойната готовност на личния състав, проверка на наличието и състоянието на личния състав и стандартните оръжия)
- Провеждане на тренировъчна подготовка на личния състав на войсковата част
- Провеждане на част от физическата подготовка
- Провеждане на вътрешни дейности за функционирането на военното поделение
  - развод – общо формиране на личния състав
  - развод на личния състав преди хранене
  - разводно облекло (проверка на ежедневното облекло, както и на караула)
- Провеждане на тържествен строй и парад